# Liberty Lane
Liberty Lane è il secondo singolo estratto dall'album Backbone del gruppo rock inglese Status Quo.